# Herpsilochmus gentryi
A Herpsilochmus gentryi a madarak osztályának verébalakúak (Passeriformes) rendjébe és a hangyászmadárfélék (Thamnophilidae) családjába tartozó faj.

## Rendszerezése
A fajt Bret M. Whitney és José Álvarez Alonso írta le 1998-ban.

## Előfordulása
Dél-Amerika északnyugati részén, Ecuador és Peru területén honos. A természetes élőhelye a szubtrópusi vagy trópusi síkvidéki esőerdők és száraz erdők, valamint száraz szavannák. Állandó, nem vonuló faj.

## Megjelenése
Testhossza 10–11 centiméter, testtömege 10,2–11 gramm.

## Életmódja
Kevésbé ismert, valószínűleg rovarokkal és pókokkal táplálkozik.

## Külső hivatkozások
- Képek az interneten a fajról
- Xeno-canto.org